# マンガレリの等式
数学の常微分方程式の分野におけるマンガレリの等式（マンガレリのとうしき、英: Mingarelli identity）とは、実領域におけるある線型微分方程式の解が振動的であるか非振動的であるかを判別するための条件を与える定理で、フィリップ・ハートマンにより名付けられた。ピコーンの等式を二つの微分方程式から三つあるいはそれ以上の二階微分方程式へと拡張するものである。ここでは最も基本的な形式のものを紹介する。

## 等式
t-区間 [a, b] 上の二階線型微分方程式系
{\displaystyle (p_{i}(t)x_{i}^{\prime })^{\prime }+q_{i}(t)x_{i}=0,\,\,\,\,\,\,\,\,\,\,x_{i}(a)=1,\,\,x_{i}^{\prime }(a)=R_{i}\,}
の {\displaystyle n} 個の解を考える。ただし {\displaystyle i=1,2,\ldots ,n} である。{\displaystyle \Delta } は前進差分を表す作用素、すなわち {\displaystyle \Delta x_{i}=x_{i+1}-x_{i}} で与えられる作用素とする。二次の差分作用素は、この一次の作用素を {\displaystyle \Delta ^{2}(x_{i})=\Delta (\Delta x_{i})=x_{i+2}-2x_{i+1}+x_{i}} のように繰り返すことで得られ、より高次の差分についても同様に定義される。
以下では簡単のために独立変数 t を省略し、(a, b] 上では {\displaystyle x_{i}(t)\neq 0} が成立するものとする。このとき、次の等式が成り立つ：
{\displaystyle {\begin{aligned}x_{n-1}^{2}\Delta ^{n-1}(p_{1}r_{1})]_{a}^{b}&=\int _{a}^{b}(x_{n-1}^{\prime })^{2}\Delta ^{n-1}(p_{1})-\int _{a}^{b}x_{n-1}^{2}\Delta ^{n-1}(q_{1})-\sum _{k=0}^{n-1}C(n-1,k)(-1)^{n-k-1}\int _{a}^{b}p_{k+1}W^{2}(x_{k+1},x_{n-1})/x_{k+1}^{2},\end{aligned}}}
ここで {\displaystyle r_{i}=x_{i}^{\prime }/x_{i}} は対数微分であり、{\displaystyle W(x_{i},x_{j})=x_{i}^{\prime }x_{j}-x_{i}x_{j}^{\prime }} はロンスキアン、{\displaystyle C(n-1,k)} は二項係数を表す。{\displaystyle n=2} のとき、この等式はピコーンの等式となる。
上の等式は三つの線型微分方程式に対して、ただちに以下の比較定理を導く。これはスツルム＝ピコーンの比較定理の拡張である。
{\displaystyle p_{i},\,q_{i},\,} i = 1, 2, 3 を、区間 [a, b] 上の実数値連続関数とし、
1. {\displaystyle (p_{1}(t)x_{1}^{\prime })^{\prime }+q_{1}(t)x_{1}=0,\,\,\,\,\,\,\,\,\,\,x_{1}(a)=1,\,\,x_{1}^{\prime }(a)=R_{1}\,}
2. {\displaystyle (p_{2}(t)x_{2}^{\prime })^{\prime }+q_{2}(t)x_{2}=0,\,\,\,\,\,\,\,\,\,\,x_{2}(a)=1,\,\,x_{2}^{\prime }(a)=R_{2}\,}
3. {\displaystyle (p_{3}(t)x_{3}^{\prime })^{\prime }+q_{3}(t)x_{3}=0,\,\,\,\,\,\,\,\,\,\,x_{3}(a)=1,\,\,x_{3}^{\prime }(a)=R_{3}\,}

を三つの自己随伴形式の二階同次線型微分方程式とし、
{\displaystyle p_{i}(t)>0\,} が各 i および [a, b] 内のすべての t に対して成立するものとし、{\displaystyle R_{i}} は任意の実数とする。
[a, b] 内のすべての t に対して、
{\displaystyle \Delta ^{2}(q_{1})\geq 0},
{\displaystyle \Delta ^{2}(p_{1})\leq 0},
{\displaystyle \Delta ^{2}(p_{1}(a)R_{1})\leq 0}
の成立を仮定する。このとき、[a, b] 上で {\displaystyle x_{1}(t)>0} であり、{\displaystyle x_{2}(b)=0} であるなら、任意の解 {\displaystyle x_{3}(t)} は [a, b] 内に少なくとも一つのゼロ点を持つ。